# Argentré-du-Plessis
Argentré-du-Plessis ("Arjantrae" en galó) es una localidad y comuna francesa en la región administrativa de Bretaña, en el departamento de Ille y Vilaine y en el distrito de Rennes. 

## Historia
En 1889, el nombre de la comunidad se cambió de Argentré a Argentré-du-Plessis.

## Demografía
| 2265 | 2422 | 2765 | 3045 | 3329 | 3614 |
| Para los censos de 1962 a 1999 la población legal corresponde a la población sin duplicidades (Fuente: INSEE [Consultar]) |      |      |      |      |      |